# Tumchaite
La tumchaite è un minerale.

## Etimologia
Il nome deriva dal fiume russo Tumcha, che scorre nella parte meridionale della penisola di Kola.